# Christoffer Aasbak
Christoffer Aasbak (Trondheim, 1993. július 22. –) norvég korosztályos válogatott labdarúgó, a Kristiansund hátvédje.

## Pályafutása

### Klubcsapatokban
Aasbak a norvégiai Trondheim városában született. Az ifjúsági pályafutását a helyi Byåsen csapatában kezdte, majd 2007-ben a Rosenborg akadémiájánál folytatta.
2011-ben mutatkozott be a Rosenborg első osztályban szereplő felnőtt csapatában. A 2012-es szezonban kölcsönben a Ranheim csapatát erősítette. 2013-ban visszatért a Byåsenhez. 2015-ben a másodosztályú Hødd csapatához szerződött. 2017. január 8-án átigazolt a Kristiansund együtteséhez, ahol hamar a kezdőcsapat tagja lett. Először a 2017. április 5-ei, Odd elleni mérkőzésen lépett pályára. Első gólját 2017. július 17-én, a Vålerenga ellen 1–1-es döntetlennel zárult találkozón szerezte.

### A válogatottban
2010-ben tagja volt az norvég U17-es válogatottnak, ahol összesen hat mérkőzésen lépett pályára.

## Statisztikák
2022. augusztus 3. szerint
| Klub                 | Szezon   | Osztály      | Bajnokság | Bajnokság | Kupa  | Kupa | Nemzetközi | Nemzetközi | Összesen | Összesen |
| Klub                 | Szezon   | Osztály      | Meccs     | Gól       | Meccs | Gól  | Meccs      | Gól        | Meccs    | Gól      |
| -------------------- | -------- | ------------ | --------- | --------- | ----- | ---- | ---------- | ---------- | -------- | -------- |
| Rosenborg            | 2011     | Tippeligaen  | 0         | 0         | 1     | 0    | —          | —          | 1        | 0        |
| Ranheim (kölcsönben) | 2012     | Adeccoligaen | 1         | 0         | 0     | 0    | —          | —          | 1        | 0        |
| Byåsen               | 2013     | 2. divisjon  | 19        | 1         | 0     | 0    | —          | —          | 19       | 1        |
| Byåsen               | 2014     | 2. divisjon  | 24        | 3         | 2     | 0    | —          | —          | 26       | 3        |
| Byåsen               | Összesen | Összesen     | 43        | 4         | 2     | 0    | 0          | 0          | 45       | 4        |
| Hødd                 | 2015     | OBOS-ligaen  | 25        | 1         | 2     | 0    | —          | —          | 27       | 1        |
| Hødd                 | 2016     | OBOS-ligaen  | 28        | 0         | 2     | 0    | —          | —          | 30       | 0        |
| Hødd                 | Összesen | Összesen     | 53        | 1         | 4     | 0    | 0          | 0          | 57       | 1        |
| Kristiansund         | 2017     | Eliteserien  | 24        | 1         | 3     | 1    | —          | —          | 27       | 2        |
| Kristiansund         | 2018     | Eliteserien  | 26        | 1         | 0     | 0    | —          | —          | 26       | 1        |
| Kristiansund         | 2019     | Eliteserien  | 27        | 1         | 1     | 0    | —          | —          | 28       | 1        |
| Kristiansund         | 2020     | Eliteserien  | 23        | 1         | 0     | 0    | —          | —          | 23       | 1        |
| Kristiansund         | 2021     | Eliteserien  | 17        | 1         | 1     | 0    | —          | —          | 18       | 1        |
| Kristiansund         | 2022     | Eliteserien  | 14        | 1         | 0     | 0    | —          | —          | 14       | 1        |
| Kristiansund         | Összesen | Összesen     | 131       | 6         | 5     | 1    | 0          | 0          | 136      | 7        |
| Összesen             | Összesen | Összesen     | 228       | 11        | 12    | 1    | 0          | 0          | 240      | 12       |

## Fordítás
Ez a szócikk részben vagy egészben  a   Christoffer Aasbak című angol Wikipédia-szócikk fordításán alapul.  Az eredeti cikk szerkesztőit annak laptörténete sorolja fel. Ez a jelzés csupán a megfogalmazás eredetét és a szerzői jogokat jelzi, nem szolgál a cikkben szereplő információk forrásmegjelöléseként.